# L'Enfant prodigue (film, 1907)
Pour les articles homonymes, voir Enfant prodigue.
Pour plus de détails, voir Fiche technique et Distribution.
L'Enfant prodigue est un film muet français réalisé par Michel Carré, sorti en 1907.
Produit par Pathé Frères, ce film est considéré comme le premier long métrage (90 minutes) produit en Europe. C'est une adaptation de la pièce de théâtre éponyme dont Michel Carré était l'auteur. Le film — tourné au studio Gaumont en mai 1907 —  était essentiellement un enregistrement filmé non modifié de la pièce. La première projection du film eut lieu au Théâtre des Variétés au 7 boulevard Montmartre dans le 2e arrondissement de Paris, le 20 juin 1907 . Il eut une influence dans la création du mouvement du Film d'art. Carré fit une seconde version de L'Enfant prodigue en 1916.

## Fiche technique
- Titre : L'Enfant prodigue
- Réalisation :	Michel Carré
- Scénario :  Michel Carré
- Société de production :  Pathé Frères
- Société de distribution :  Pathé Frères
- Pays de production :  France
- Langue : film muet avec les intertitres en français
- Tournage : au studio Gaumont en mai 1907
- Métrage : 2 950 mètres
- Format : Noir et blanc — 35 mm — 1,33:1 — Muet
- Genre : Film dramatique
- Durée : 90 minutes
- Date de sortie :
  - France : 20 juin 1907

## Distribution
- Georges Wague
- Henri Gouget
- Christiane Mandelys
- Gilberte Sergy
- Jeanne Marie-Laurent